# Бунина, Ольга Николаевна
Ольга Николаевна Бунина (род.13 июля 1971 года, п. Водопойка Увельский район — четырнадцатикратная чемпионка мира по армрестлингу среди людей с ограниченными возможностями.

## Биография
Ольга Бунина родилась в селе Кабанка, выросла в поселке Водопойка Увельского района, но позже её семья переехала в Южноуральск, где она и провела большую часть жизни.
В спорт пришла в 2003 году, когда работала в Увельской центральной районной больнице старшей медсестрой инфекционного отделения. Проводились соревнования среди предприятий и учреждений, и хотя участвовали также и здоровые спортсмены, Ольга смогла одержать свою первую победу в армрестлинге. Потом Ольга начала заниматься гирями, жимом штанги лежа и дзюдо. Также участвовала в областных и всероссийских соревнованиях.
После соревнований по жиму штанги в Суздале решает профессионально заняться спортом среди спортсменов с ограниченными возможностями. В апреле 2009 года в Москве Ольга Бунина впервые одерживает значительную победу над девятикратной чемпионкой России Ириной Турчинской. В этом же году на XII чемпионате мира среди инвалидов-спортсменов в Порто-Виро в категории более 60 килограммов на обеих руках побеждает пятнадцатикратную чемпионку мира по армрестлингу из Бразилии. В 2010 году на XIII чемпионате мира среди инвалидов-спортсменов в Лас-Вегасе она подтвердила свой титул, снова одержав победу как левой, так и правой рукой.
В 2009 году была признана одной из лучших спортсменов Южного Урала.
Уроженка поселка Водопойка Увельского района стала абсолютной чемпионкой мира по борьбе на руках среди людей с ограниченными возможностями. В финальном поединке на левых руках Ольга Бунина победила соперницу из Москвы Татьяну Килякову.
Добиться звание 10-кратной чемпионки мира на соревнованиях по армреслингу, которые проходят в Румынии, Польша Ольге Буниной помогли южноуральцы. Ранее спортсменка обратилась за материальной помощью к землякам. Для поездки на чемпионат ей было необходимо собрать около 60 тысяч рублей. Мать четверых детей, пережившая сложнейший инсульт, подтвердила, что до сих пор остается сильнейшей женщиной мира.
По данным министерства по физической культуре, спорту и туризму, Ольга Бунина живёт в Южноуральске. Она активно занимается общественной деятельностью — помогает развиваться в городе спортивному движению южноуральцев с ограниченными возможностями.
Член сборной России, мастер спорта международного класса, мастер спорта по легкой атлетике (толкание ядра), чемпионка мира по легкой атлетике и пауэрлифтингу, инструктор по адаптационной физкультуре.

В 2018 году на НТВ вышел фильм Александра Зиненко «Непобедимая» об Ольге Николаевне Буниной. Ольга рассказала о своей большой семье, об учениках и спорте, а также о том, что придает ей силы в борьбе с жизненными трудностями.

## Личная жизнь
Многодетная мама: дома с победой её ждут родная дочь Нина и усыновленные дети — Карина, Виктория и Николай.